# Kasteel La Fenderie

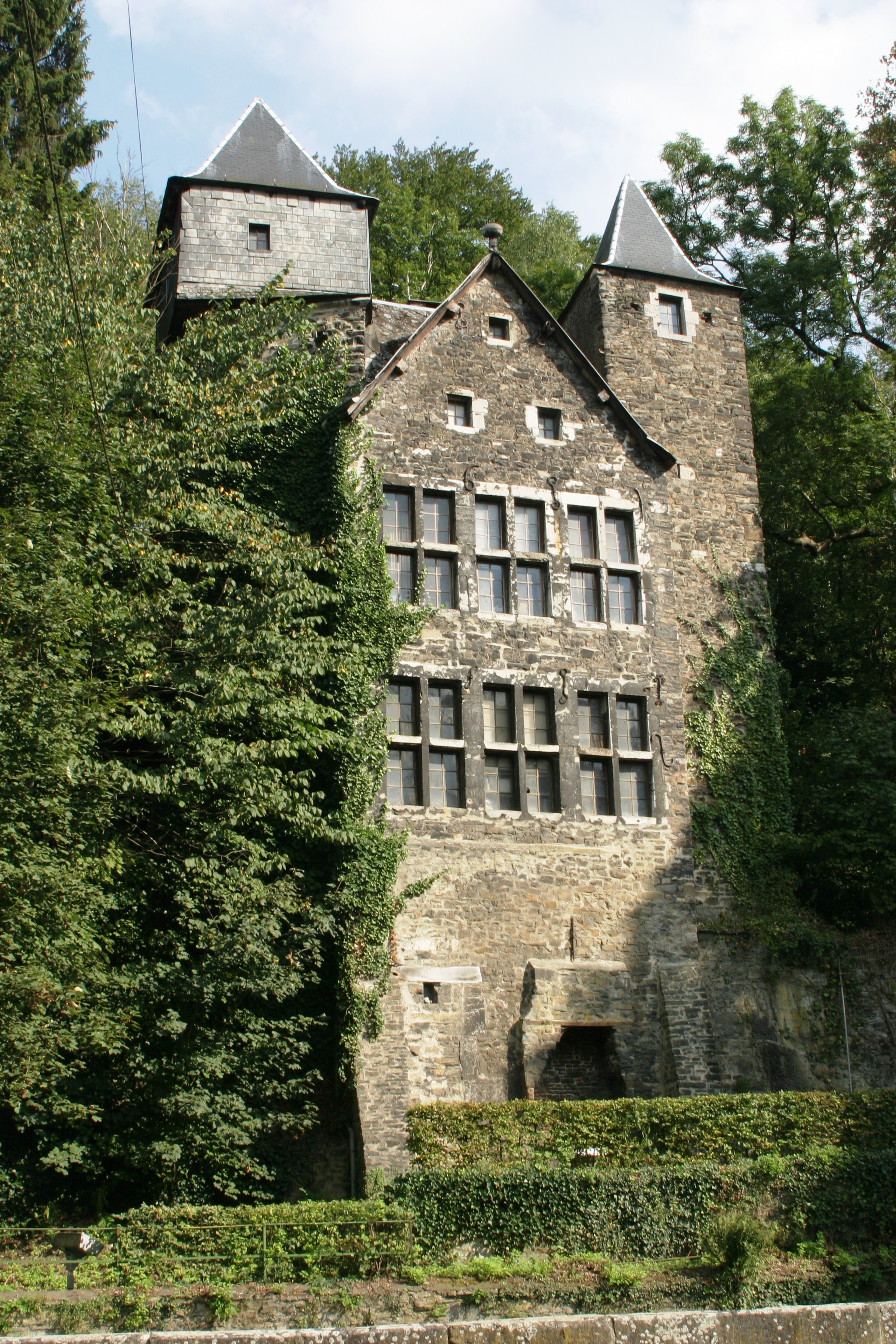
Kasteel La Fenderie

Het Kasteel La Fenderie (Château de la Fenderie) is een kasteel, gelegen in de plaats Trooz, aan de Rue de la Fenderie 5.
Het kasteel werd midden 17e eeuw gebouwd. Het behoort bij het vroege metaalbedrijf La Fenderie, waar metalen plakken in handzamer stukken werden gezaagd. Het kasteel staat hoog boven het water van een zijtak van de Vesder.
De gevel aan het water heeft een hoog blind gedeelte, waarboven twee rijen vensters te vinden zijn. Het geheel wordt gedekt door een zadeldak en geflankeerd door twee torens. Als bouwmateriaal werden blokken kalksteen en zandsteen gebruikt. De noordelijke toren is de oudste en heeft een eigenaardige trapeziumvormige plattegrond. Ze werd met een vierkante toren verhoogd. De zuidelijke toren heeft een vierkante plattegrond.
Het geheel is tegen een vrij steile helling aan gebouwd.